# ASEC Mimosas
Association Sportive des Employés de Commerce Mimosas (ASEC) Mimosas je bjelokosni nogometni klub. Osnovali su ga 1948. osam biznismena iz Abidjana. 
ASEC drži svjetski rekord u broju utakmica bez poraza - 108, niz je trajao od 1989. do 1994. 
ASEC Mimosas je jedan od klasičnih klubova FIFA.
ASEC ima nogometnu akademiju koju mnogi opisuju kao dragulj afričkog nogometa. Akademiju je osnovao Jean-Marc Guillou 1993. godine. Studentima-sportašima je na akademiji osigurano i obrazovanje, te imaju predavanja iz matematike, povijesti, geografije, fizike, francuskog, englekog i španjolskog. 
ASEC-ovu akademiju završili su mnogi poznati bjelokosni nogometaši, među kojima su i Kolo Touré, Aruna Dindane, Salomon Kalou, Didier Zokora, Yaya Touré, Emmanuel Eboué, i Gilles Yapi. ASEC-ovi nogometaši već su godinam ključni igrače i Bjelokosne nogometne reprezentacije.
ASEC mnoge svoje igrače šalje u belgijski K.S.K. Beveren iz kojeg u pravilu odlaze u veći europski klub. 

## Poznati igrači
- Kolo Touré
- Yaya Touré
- Ibrahim Touré
- Aruna Dindane
- Emmanuel Eboué
- Didier Zokora
- Salomon Kalou
- Bonaventure Kalou
- Bakari Koné
- Arthur Boka
- Gilles Yapi Yapo
- Amara Diané
- Abdoulaye Méïté
- Didier Ya Konan
- Mamadou Zare

## Trofeji

### Domaći naslovi
- Côte d'Ivoire Premier Division: 26

1963., 1970., 1972., 1973., 1974., 1975., 1980., 1990., 1991., 1992., 1993., 1994., 1995., 1997., 1998., 2000., 2001., 2002., 2003., 2004., 2005., 2006., 2009., 2010., 2017., 2018.
- Côte d'Ivoire Cup: 20

1962., 1967., 1968., 1969., 1970., 1972., 1973., 1983., 1990., 1995., 1997., 1999., 2003., 2005., 2007., 2008., 2011., 2013., 2014., 2018.
- Coupe Houphouët-Boigny: 8

1975., 1980., 1983., 1990., 1995., 1996., 1998., 1999., 2007.

### Međunarodni naslovi
- 1990. UFOA Cup
- 1998. Afrička Liga prvaka
- 1999. Félix Houphouët-Boigny Cup (Afrički superkup)

## Vanjske poveznice
- http://www.asec.ci/